# Cabo Circular
Cabo Circular / Bald Head är en udde i Antarktis. Den ligger i Västantarktis. Argentina, Chile och Storbritannien gör anspråk på området.
Terrängen inåt land är kuperad söderut, men norrut är den platt. Havet är nära Circular österut. Trakten är obefolkad. Det finns inga samhällen i närheten. 